# Caenis cuniana
Caenis cuniana is een haft uit de familie Caenidae. De wetenschappelijke naam van de soort is voor het eerst geldig gepubliceerd in 1969 door Froechlich.
De soort komt voor in het Neotropisch gebied.